# Пинов (Мекленбург)
Пинов (њем. Pinnow) општина је у њемачкој савезној држави Мекленбург-Западна Померанија. Једно је од 76 општинских средишта округа Пархим. Према процјени из 2010. у општини је живјело 1.597 становника. Посједује регионалну шифру (AGS) 13060059.

## Географски и демографски подаци
Пинов се налази у савезној држави Мекленбург-Западна Померанија у округу Пархим. Општина се налази на надморској висини од 44 метра. Површина општине износи 14,2 km². У самом мјесту је, према процјени из 2010. године, живјело 1.597 становника. Просјечна густина становништва износи 113 становника/km².